# Am-Heh
Dans la mythologie égyptienne, Am-heh (« Dévoreur de millions (d'âmes) ») était un dieu du royaume des morts et la terre[pas clair].